# Leandrinho (Fußballspieler, 1993)
Leandrinho, bürgerlich Leandro Cordeiro de Lima Silva (* 25. September 1993 in Espinosa, Minas Gerais), ist ein brasilianischer Fußballspieler. Er steht seit 2016 bei Rio Ave FC in Portugal unter Vertrag und wir meist als zentraler Mittelfeldspieler eingesetzt.

## Karriere
Zur Spielzeit 2002 stieg er in die erste Mannschaft von FC Santos auf und debütierte am 5. August 2012 in der Série A beim Spiel gegen Náutico Capibaribe. Bei der 0:3-Niederlage wurde er von Trainer Muricy Ramalho in der Startformation aufgeboten. Zur Saison 2016/17 wechselte er nach Portugal zu Rio Ave FC.